# Đền thờ Báb

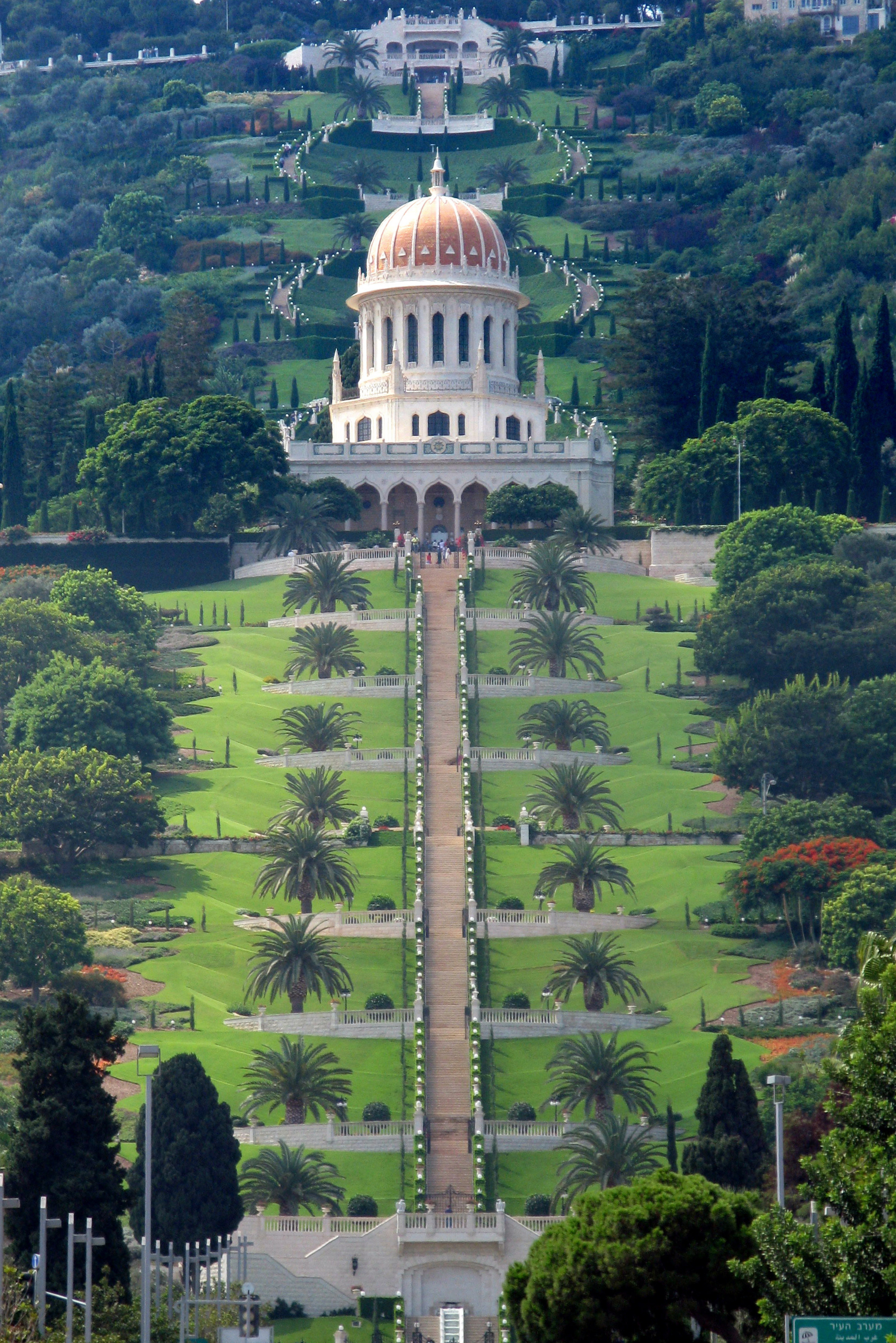
Đền thờ Báb

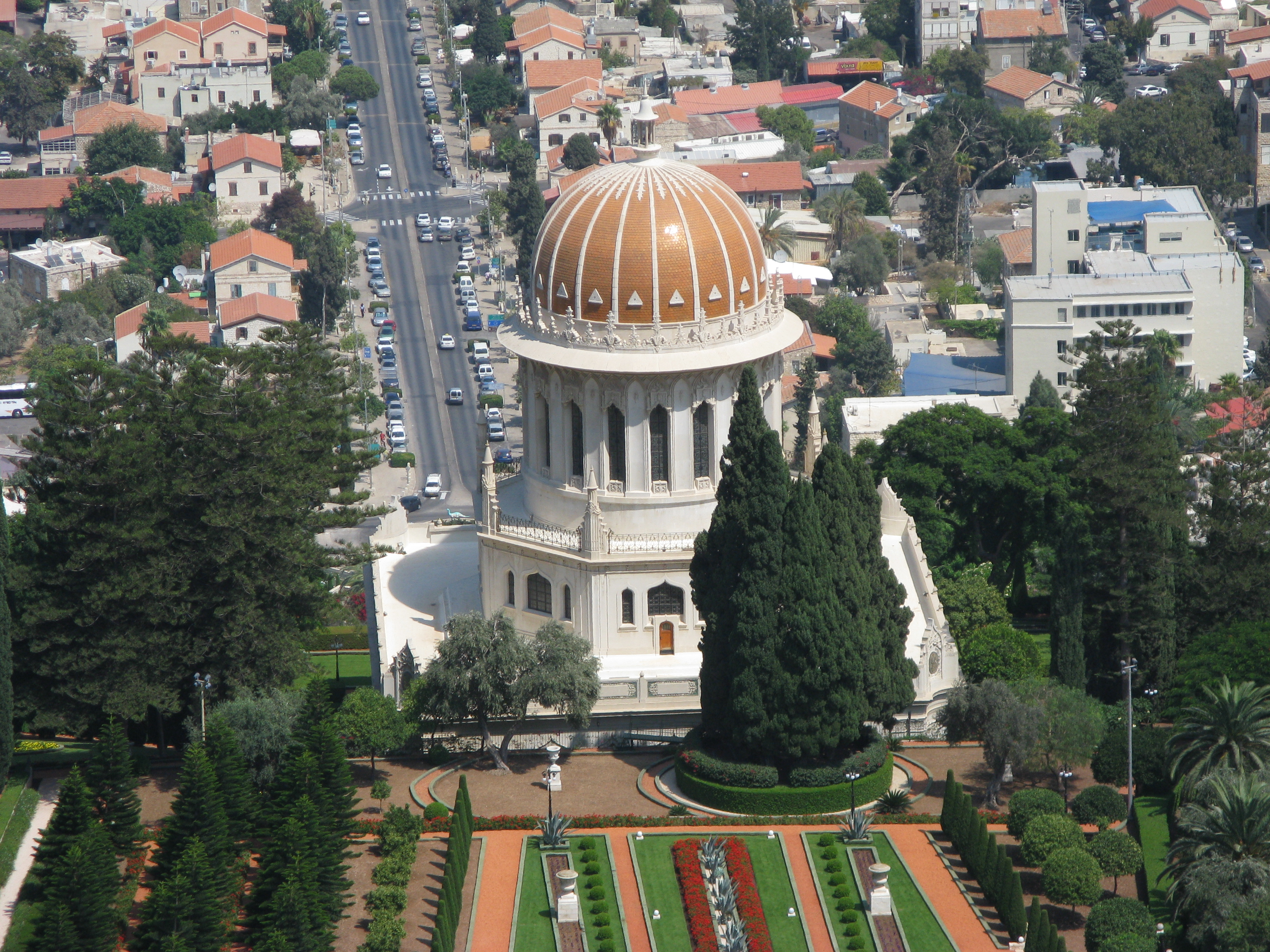
Đền thờ Báb (nhìn từ núi Carmel)

Đền thờ Báb là một công trình ở Haifa, Israel, nơi đặt di hài của Báb, người sáng lập của tôn giáo Báb và người tiên phong của Bahá'u'lláh trong tôn giáo Baha'i, nó được coi là thứ hai nơi linh thiêng nhất trên trái đất đối với những người Baha'i, sau ngôi đền Bahá'u'lláh tại Acre. Vị trí chính xác của nó trên núi Carmel là do Bahá'u'lláh giao cho con trai cả của ông, Abdu'l-Bahá trong năm 1891. `Abdu'l-Baha lên kế hoạch cho công trình và được thiết kế và hoàn thành vài năm sau đó bởi cháu trai của ông, Shoghi Effendi. Di hài của Báb được đặt yên nghỉ ngày 21.3.1909 trong một lăng tẩm gồm 6 phòng làm bằng đá địa phương. Kiến trúc của điện thờ với một mái vòm màu vàng bên trên lăng tẩm được hoàn thành năm 1953, và một loạt dãy terraces trang trí chung quanh điện thờ được hoàn thành năm 2001.
Núi Carmel được coi như nơi thiêng liêng đối với tôn giáo Baha'i trên khắp thế giới và là địa điểm của Trung tâm Bahá'í thế giới (Bahá’i World Centre) và điện thờ Báb. Vị trí các nơi thiêng liêng của đạo Baha'i bắt nguồn từ việc bỏ tù người sáng lập tôn giáo này, Bahá'u'lláh, gần Haifa bởi đế quốc Ottoman trong thời dế quốc Ottoman cai trị Palestine.
Vị trí chính xác của điện thờ trên núi Carmel do Bahá'u'lláh đích thân chỉ định và di hài của Báb được đặt yên nghỉ ngày 21.3.1909 trong một lăng tẩm gồm 6 phòng làm bằng đá địa phương. Kiến trúc của điện thờ với một mái vòm màu vàng bên trên lăng tẩm được hoàn thành năm 1953, và một loạt dãy terraces trang trí chung quanh điện thờ được hoàn thành năm 2001. Các đá cẩm thạch màu trắng được sử dụng ở đây cũng lấy từ núi Penteliko (Hy Lạp) mà các kiệt tác của thành Athen đã dùng.
Bahá'u'lláh, người sáng lập tôn giáo Baha'i, viết trên các tấm văn bản Lawh-i-Karmil, chỉ định khu vực chung quanh điện thờ làm vị trí của Trung tâm Bahá'í thế giới, cơ quan quản lý của đạo này; các tòa nhà của Trung tâm Bahá'i thế giới được xây sát bên các terraces trang trí, và được coi là Cổng vòm.
Các đá cẩm thạch màu trắng được sử dụng ở đây cũng lấy từ núi Penteliko (Hy Lạp) mà các kiệt tác của thành Athen đã dùng. Mái vòm của công trình đứng trên một kết cấu hình trụ 18 cửa sổ. Một dự án trùng tu bên trong và bên ngoài ngôi đền bắt đầu vào năm 2008 và hoàn thành vào tháng 4 năm 2011.